# Famille Juste
Pour les articles homonymes, voir Juste.
Le nom de Juste est le nom habituellement donné à une famille de sculpteurs italiens.

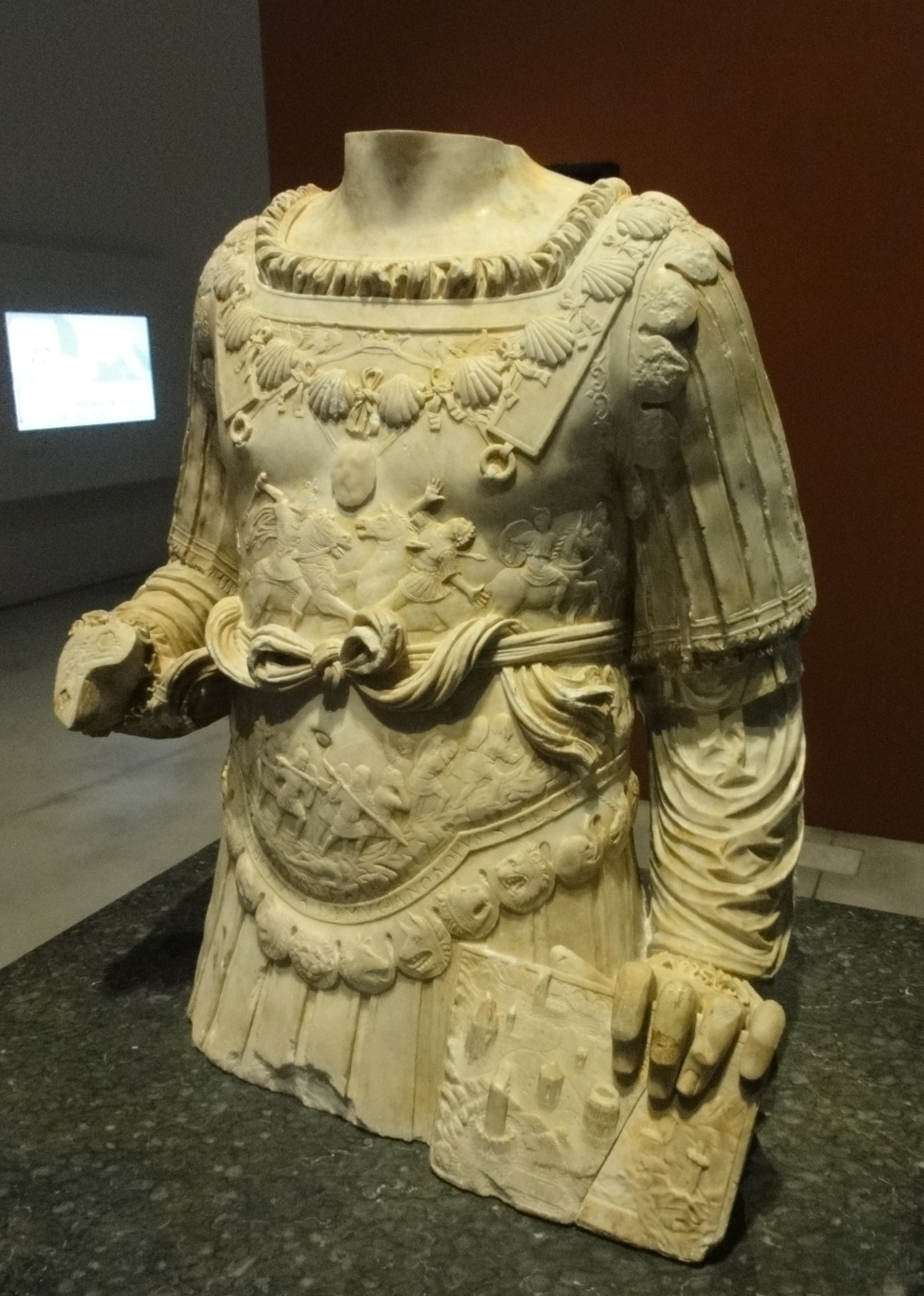
Alexandre Lenoir, Louis XII, sauvegarde de la porte de Gênes du château de Gaillon, Louvre-Lens.

## Origine de la famille
Leur vrai nom était Betti, originaire de la région de San Martino a Mensola, paroisse située à 3 km au nord-est de Florence. Le premier connu est Giusto Betti (1416-1486/1487), dont le nom fut ensuite donné à toute la famille.
Andrea Betti est le second qui soit connu en Italie. Giusto et Andrea ne semblent pas avoir quitté l'Italie.

## Antoine et Jean JusteIeren France
Andrea a eu trois fils :

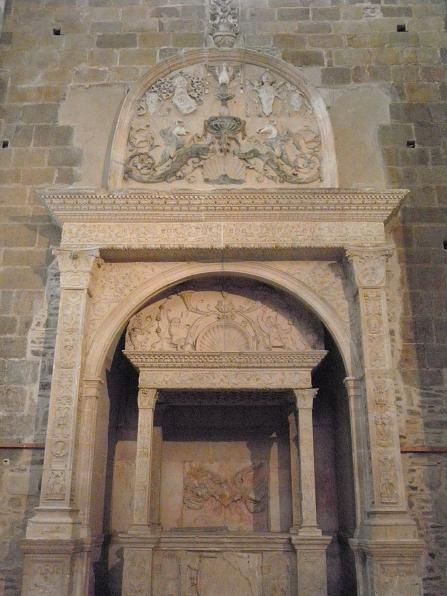
Tombeau de l'évêque Thomas James, cathédrale Saint-Samson de Dol-de-Bretagne.

- Antonio di Giusto di Betti ou Antoine Juste (1479-20 novembre 1518[2]) ;
- Andrea di Giusto di Betti, André (né vers 1483) ;
- Giovanni di Giusto di Betti ou Jean Juste Ier (1485-1549).

Les trois frères ont émigré en France après l'intervention de Louis XII en Italie, en 1504. Ils ont été naturalisés en 1513 et pris alors le nom de Juste.
Ils ont été avec Francesco Laurana les représentants les plus brillants et les plus actifs de la sculpture de la Renaissance italienne en France.
On retrouve Antoine et Jean Juste en Bretagne, à Dol où ils réalisent le tombeau de l'évêque Thomas James.
Ils se séparent ensuite :
- Antoine Juste a travaillé pour le cardinal d'Amboise au château de Gaillon. Les comptes de Gaillon indiquent qu'il est marié à Isabeau ou Isabelle de Pascha[4]. Sous l'égide de l'archevêque de Rouen, il a sculpté pour la chapelle du château[5] une série de douze apôtres en terre cuite[6],[7], un buste du cardinal et un bas-relief représentant la bataille de Gênes pour la galerie.
- Jean Juste Ier s'est installé à Tours où il a passé quelques années dans l'atelier de Michel Colombe. Ce dernier était célèbre pour la Mise au tombeau se trouvant dans l'abbaye de Solesmes. Michel Colombe avait été formé à Dijon, influencé par Claus Sluter et le réalisme flamand. Il a créé un style mélangeant le réalisme flamand et la douceur française transmis par Michel Colombe avec un charme venant de la flexibilité et de la complexité des formes.

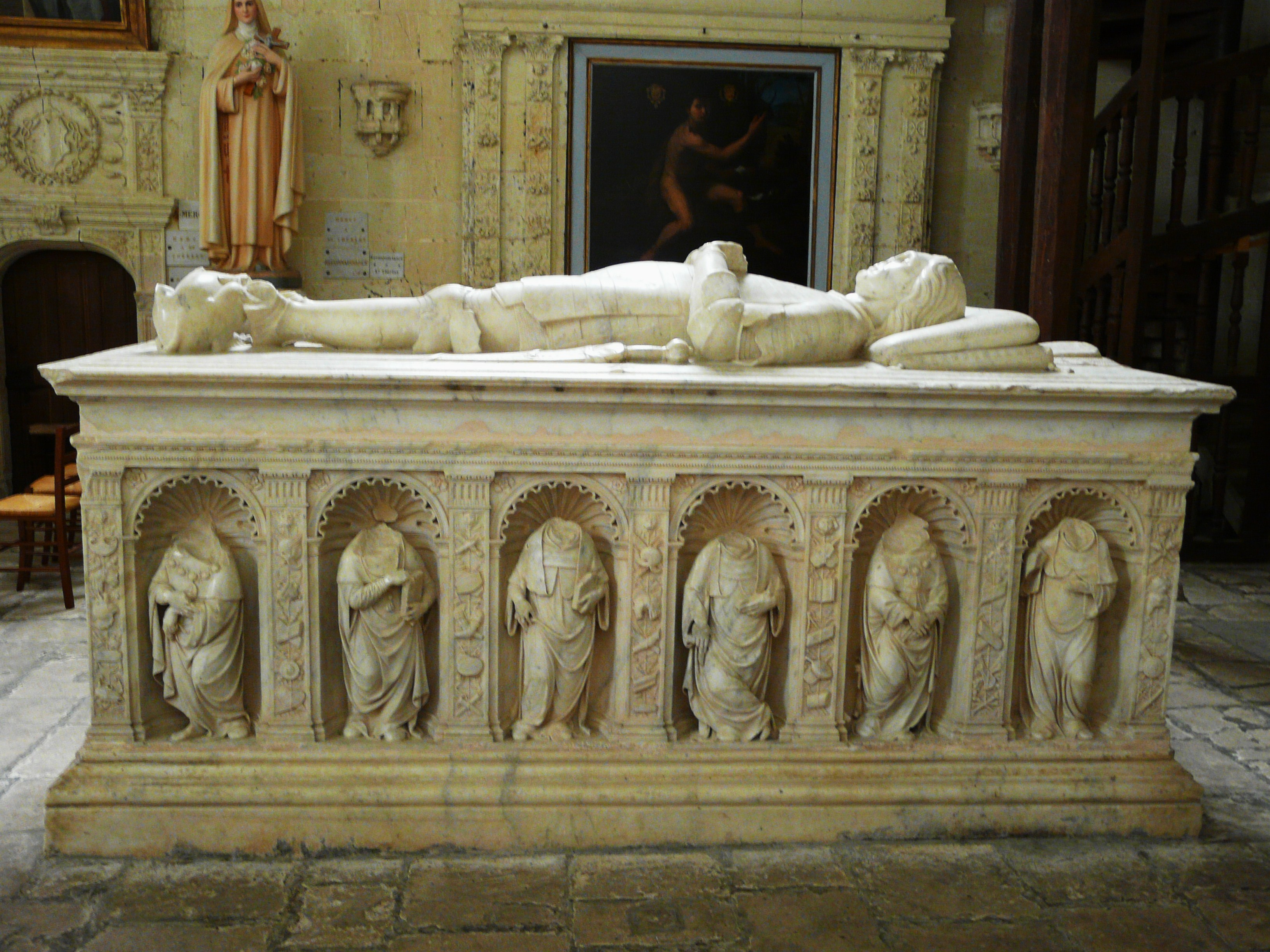
Tombeau d'Artus Gouffier, collégiale Saint-Maurice d'Oiron.

Jean Juste Ier a sculpté les tombeaux de Jean IV de Rieux, maréchal de Bretagne, à Ancenis, de Thomas Bohier, bâtisseur du château de Chenonceau, dans l'église Saint-Saturnin de Tours, et de Louis de Crevant, abbé de la Trinité de Vendôme, à Vendôme. Il a exécuté le tombeau d'Artus Gouffier à la demande de sa veuve Hélène de Hangest, entre 1532 et 1537 pour la collégiale Saint-Maurice du château d'Oiron (Deux-Sèvres), ainsi que celui de sa belle-mère, Philippe de Montmorency,.

## Juste de Juste
Juste de Juste (vers 1505-vers 1559) est le fils d'Antoine. Il est né et mort à Tours. Il a été l'élève de son oncle Jean Juste Ier. Il a été marié à Françoise Lopin, de Tours.
Il est l'auteur de gravures de personnages masculins nus ou écorchés signés avec un monogramme complexe. Il a également travaillé comme un stucateur au château de Fontainebleau sous les ordres de Rosso Fiorentino puis du Primatice. Il a travaillé sur la galerie François Ier et dans d'autres salles du château entre 1537 et 1540.

## Jean Juste II
Jean Juste II (vers 1510-1577) est le fils de Jean Juste Ier.
Il a travaillé au château d'Oiron sur des sépultures de deux membres de la famille Gouffier, Claude Gouffier, grand écuyer de France, et probablement sa première épouse, Jacqueline de La Trémoille. Ces œuvres, postérieures à 1558, sont en grande partie détruites. Il a aussi réalisé pour le même château une fontaine en marbre blanc, elle aussi en grande partie disparue, car il n'en reste qu'une vasque.
En 1560, pour l'entrée dans Tours de François II et Marie Stuart, il a réalisé trois arcs de triomphe avec le peintre François Vallence.
Le 24 avril 1561, il a passé un marché pour réaliser une fontaine, place de la Foire-le-Roi, à Tours, terminée en 1562, aujourd'hui disparue.

## Mausolée de Louis XII et d'Anne de Bretagne dans la basilique Saint-Denis

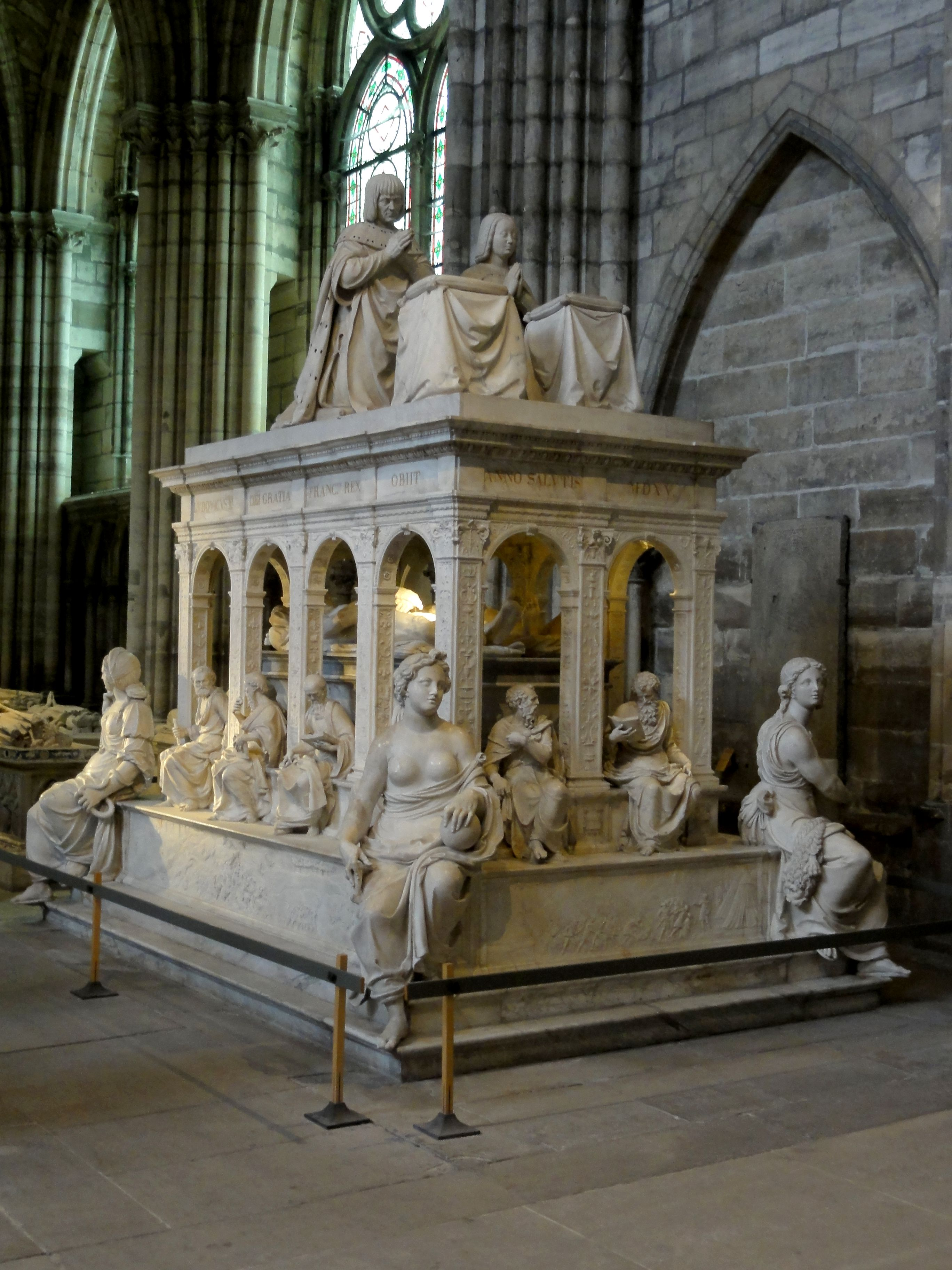
Tombeau de Louis XII et d'Anne de Bretagne, basilique Saint-Denis.

À la mort de Michel Colombe, vers 1514, les frères Juste se sont remis à travailler ensemble.
François Ier leur a confié la réalisation du tombeau de Louis XII et d'Anne de Bretagne dans la basilique Saint-Denis. Sa réalisation a duré de 1516 à 1531. Antoine étant mort en 1519, le tombeau est donc essentiellement l'œuvre de Jean Juste Ier. Il est possible qu'André, le frère de Jean Juste Ier ait travaillé sur le projet. Juste de Juste a participé à la réalisation du tombeau.
Un contrat est passé le 20 août 1516 chez le notaire Leonardo Lombardelli par lequel Bartolomeo di Gio Paolo di Torano s'oblige à livrer à Antoine Juste tous les marbres de Carrare marqués par ce dernier. Grossino, agent du marquis de Mantoue en France, écrit qu'il a vu le tombeau en train de se faire par des maîtres florentins à Amboise. Dans une lettre datée du 30 janvier 1520, adressée par Gabriello Pachaoli à Michel-Ange, il écrit qu'il a vu « la sépulture du roi défunt qui se fait à Tours ; il y a un grand nombre de figures ».
Le dernier paiement est fait à Jehan Juste, « tailleur et sculpteur du Roy », par les Bâtiments du roi le 17 mai 1531 « pour la conduite et l'assiette de la sépulture du feu Roy », cependant une lettre de François Ier du 22 novembre demande un remboursement d'une avance faite par Jehan Juste sur ses deniers.
La conception générale du tombeau de Louis XII et d'Anne de Bretagne est peut-être de Jean Perréal, qui avait réalisé le tombeau du duc de Bretagne François II et avait donné des conseils pour les tombeaux du monastère de Brou, mais plus probablement de Guido Mazzoni, venu en France en 1494 et mort en 1518, qui avait réalisé le tombeau de Charles VIII.

Mausolée de Louis XII et d'Anne de Bretagne, basilique Saint-Denis
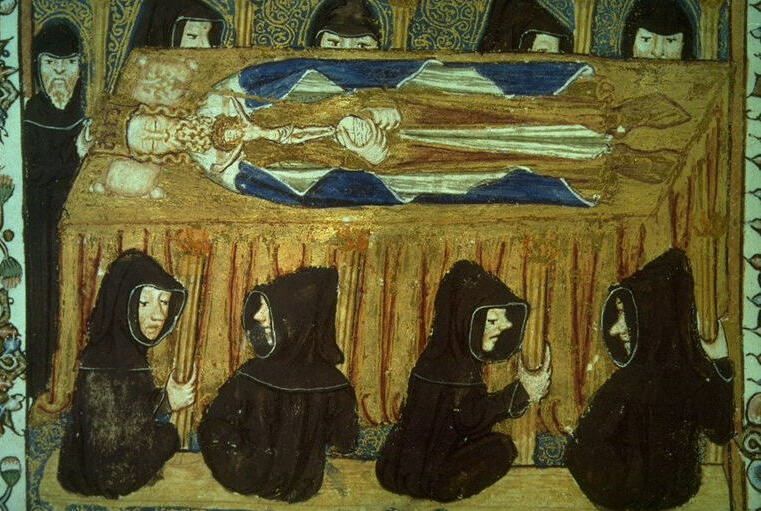
Le corps de Philippe IV exposé après sa mort sur un lit de parade.
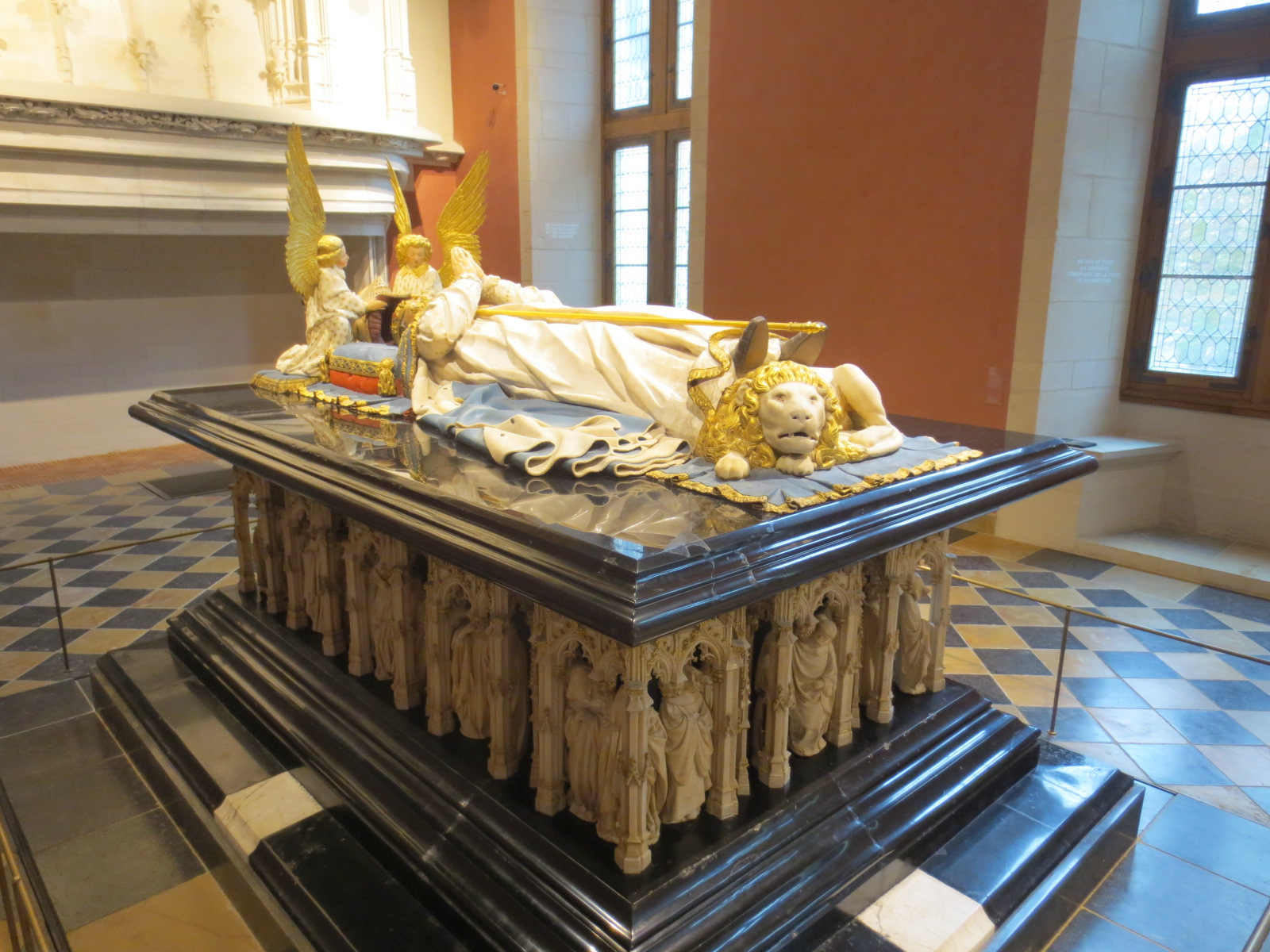
Tombeau du duc de Bourgogne Philippe le Hardi.
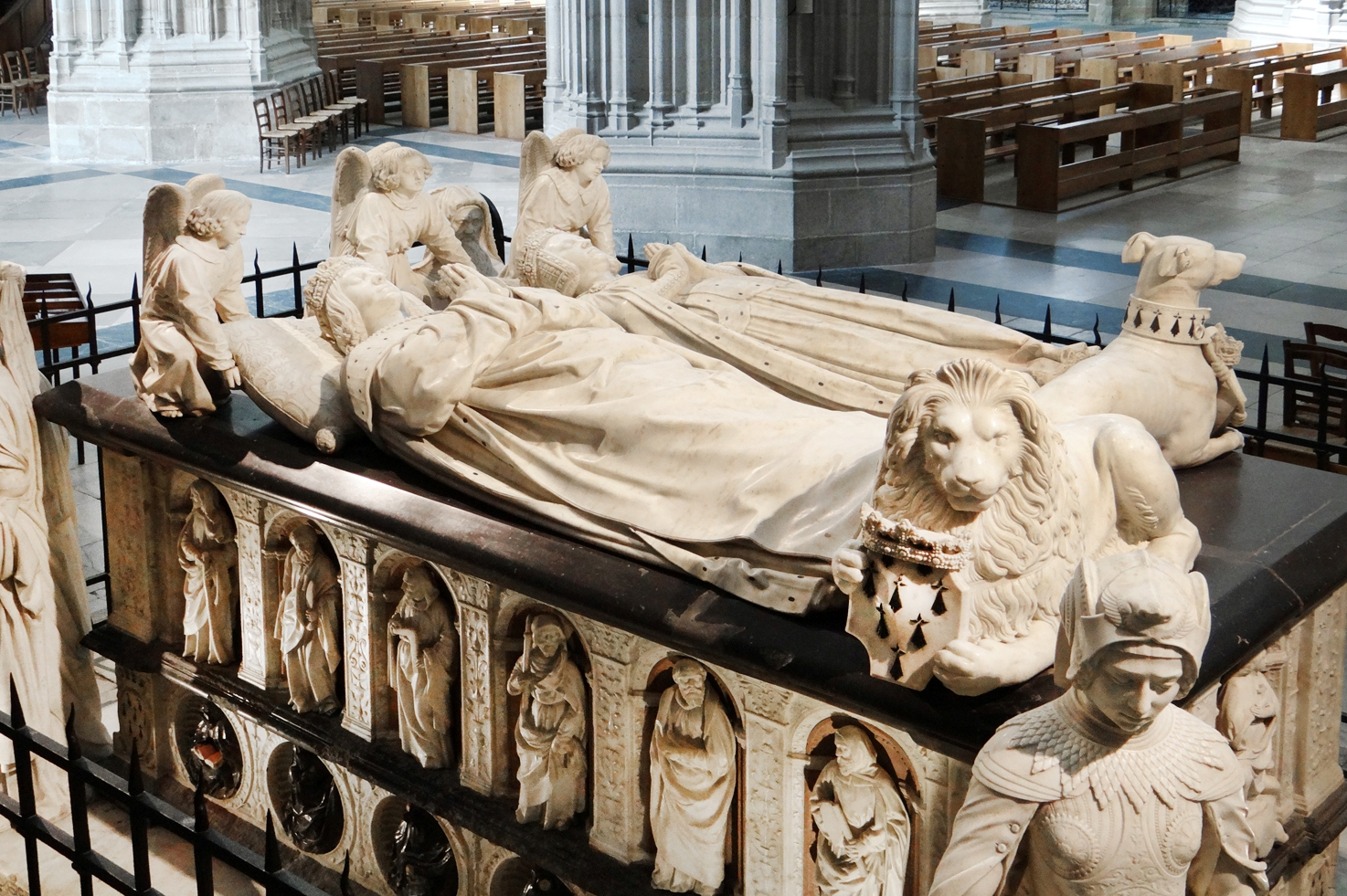
Tombeau de François II de Bretagne.
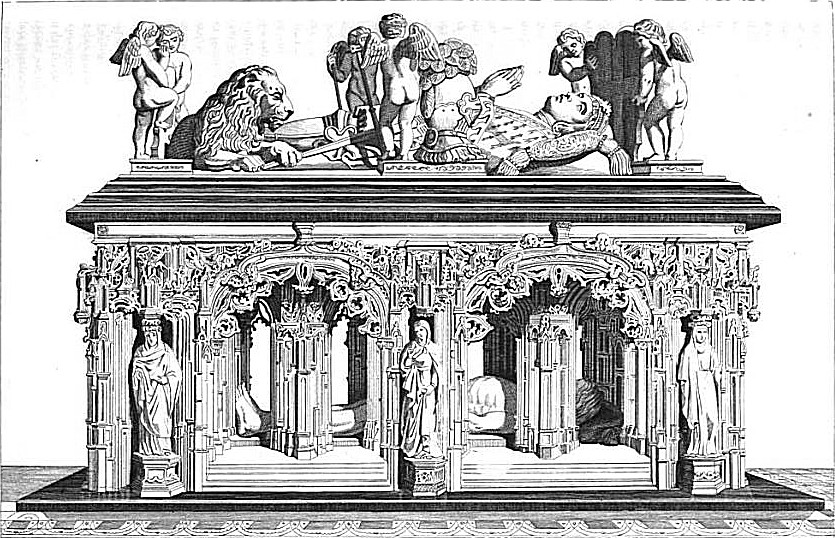
Tombeau du duc de Savoie Philibert II le Beau.
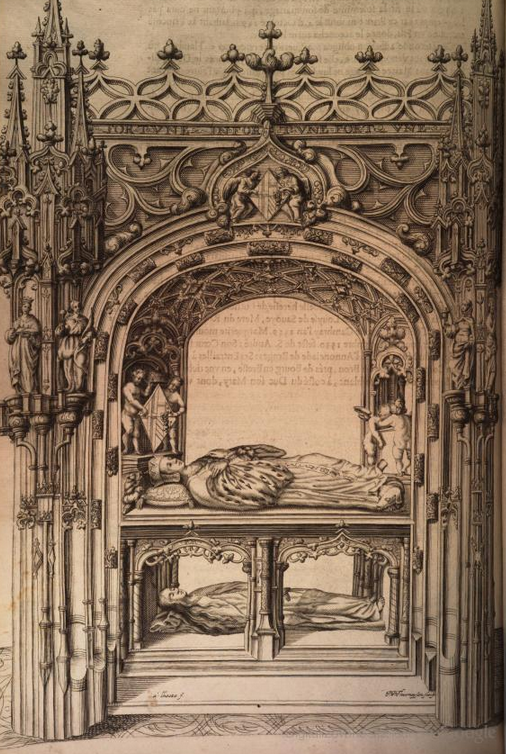
Dessin du tombeau de Marguerite d'Autriche.

Les tombeaux du monastère royal de Brou sont à deux niveaux. Le niveau supérieur reprend ce qui était fait pendant le cérémonial des funérailles princières pendant lesquelles un mannequin habillé des vêtements princiers dont le visage était un masque de cire moulé sur celui du défunt,,. Une deuxième représentation apparaît au niveau inférieur avec un gisant, un transi dans le cas du duc, illustration du thème Memento mori, « Souviens-toi que tu mourras ».
Comme les tombeaux de Philibert le Beau et de Marguerite d'Autriche de l'église Saint-Nicolas-de-Tolentin de Brou, le mausolée comprend deux niveaux réalisés dans le style de la Renaissance :
- le niveau inférieur est un lit funèbre sur lequel reposent les gisants des défunts, ou transis ;
- le niveau supérieur placé sur un édifice à arcades, le roi et la reine sont représentés en orants, agenouillés, les mains jointes, devant un prie-Dieu.

Sur la plateforme inférieure, on montre l'état des corps juste après la mort. Celui d'Anne de Bretagne a été réalisé d’après le moulage à la cire du cadavre pendant l’embaumement. Sur la plateforme supérieure, le roi et la reine ont des visages apaisés grâce à leurs prières adressées à Dieu.
Dans les arcatures sont représentés les douze Apôtres. Aux quatre coins du tombeau ont été sculptées les quatre vertus cardinales : la Prudence, la Justice, la Tempérance et la Force. Cette dernière disposition avait déjà été utilisée pour le tombeau du duc François II de Bretagne dans la cathédrale de Nantes.
Sur le soubassement du tombeau, des bas-reliefs sont sculptés à l'antique, représentant les victoires du roi en Italie.
Le tombeau de Louis XII a inauguré une nouvelle tradition du sujet. Le héros est représenté à genoux sur un catafalque sous lequel le gisant apparaît comme un cadavre décharné, nu, transformé par la mort. Il a développé l'iconographie des tombes du XVe siècle en France dont le plus célèbre exemple de ce style est le tombeau de Philippe le Hardi par Claus Sluter entre 1405 et 1410, à la chartreuse de Champmol (Dijon).
Les écarts de style entre les différentes parties sculptées du tombeau ont entraîné des discussions pour savoir s'il a été l'œuvre d'un seul sculpteur ou de plusieurs et lesquels. On remarque en effet des différences de style entre les gisants très réalistes et les représentations du roi et de la reine en orants. De même entre les apôtres et les vertus cardinales. Il semble qu'on doive attribuer à Jean Juste les statues de Louis XII et d'Anne de Bretagne agenouillés, ainsi que les gisants. Les bas-reliefs du soubassements seraient d'Antoine Juste, les vertus cardinales de Juste de Juste.

Monument funéraire de Louis XII et Anne de Bretagne, basilique Saint-Denis
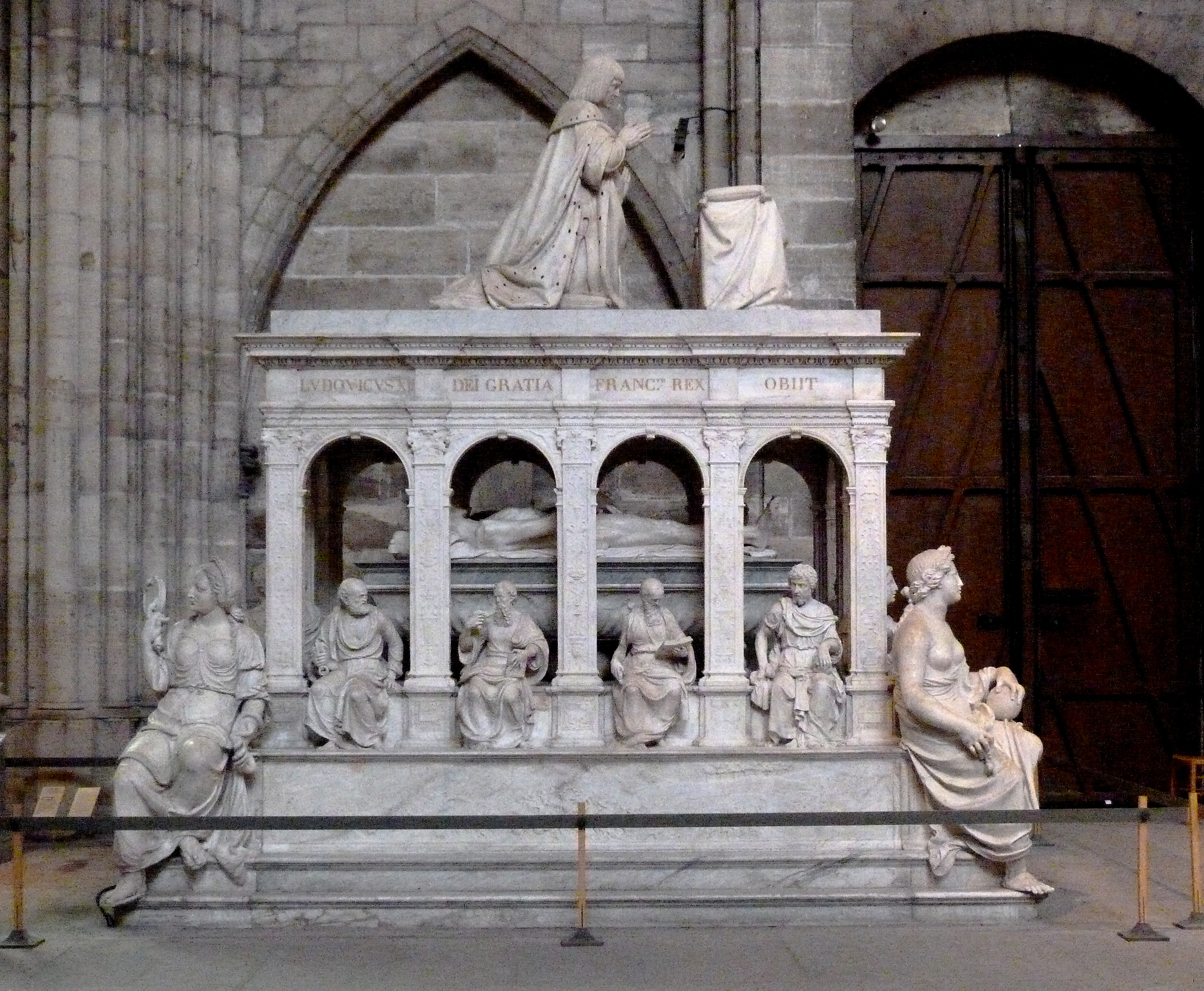
Vue d'ensemble.
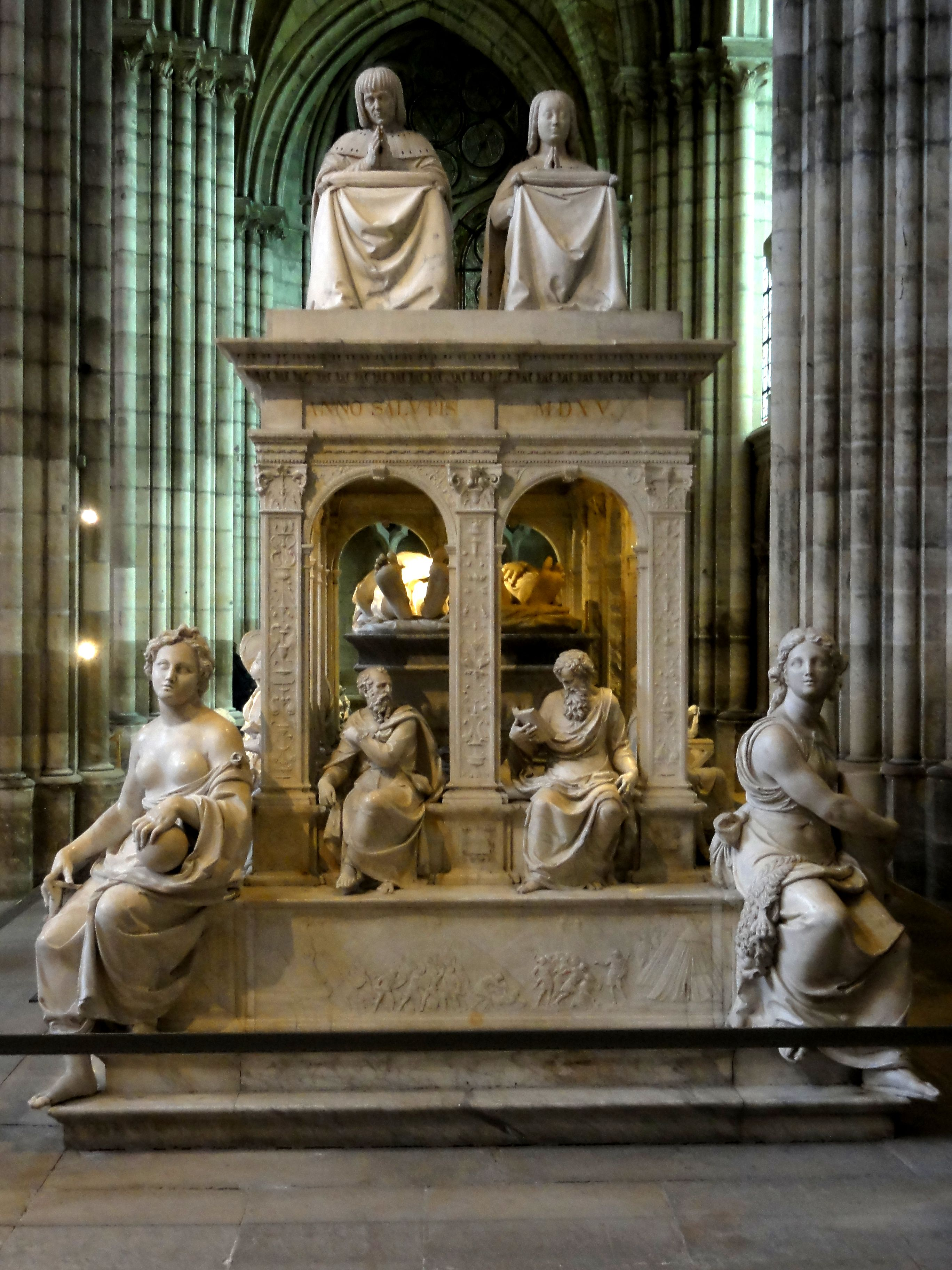
Vue d'ensemble.
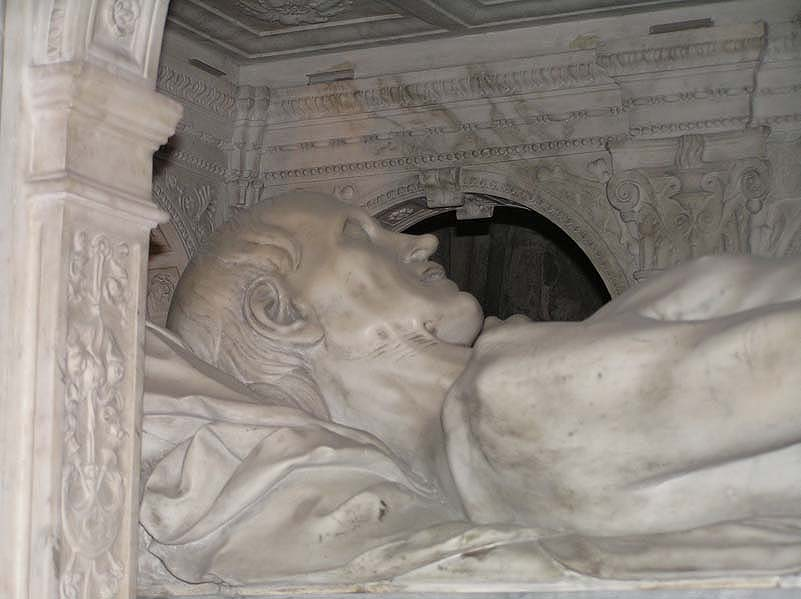
Gisant de Louis XII, détail.
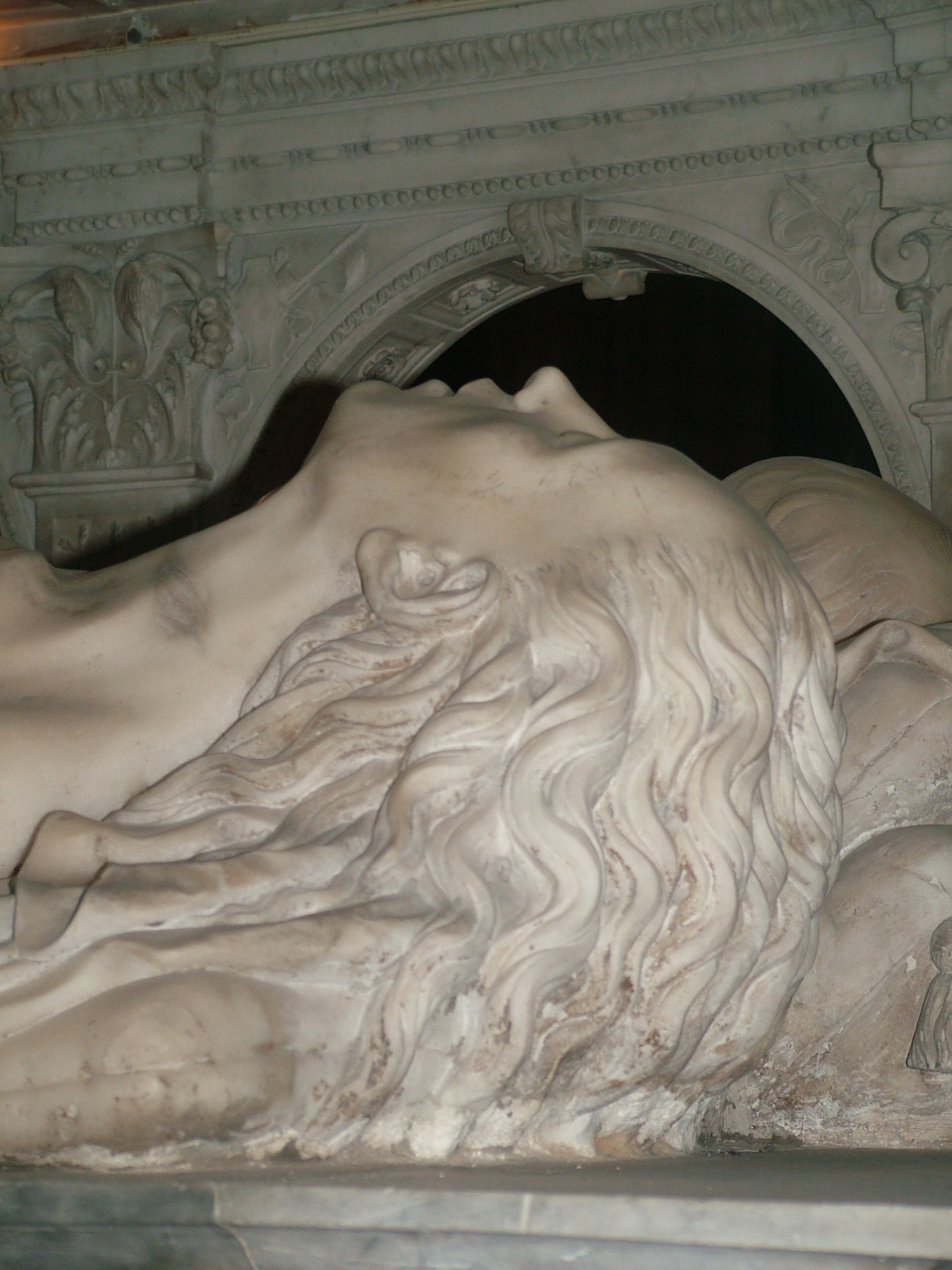
Gisant d'Anne de Bretagne, détail.
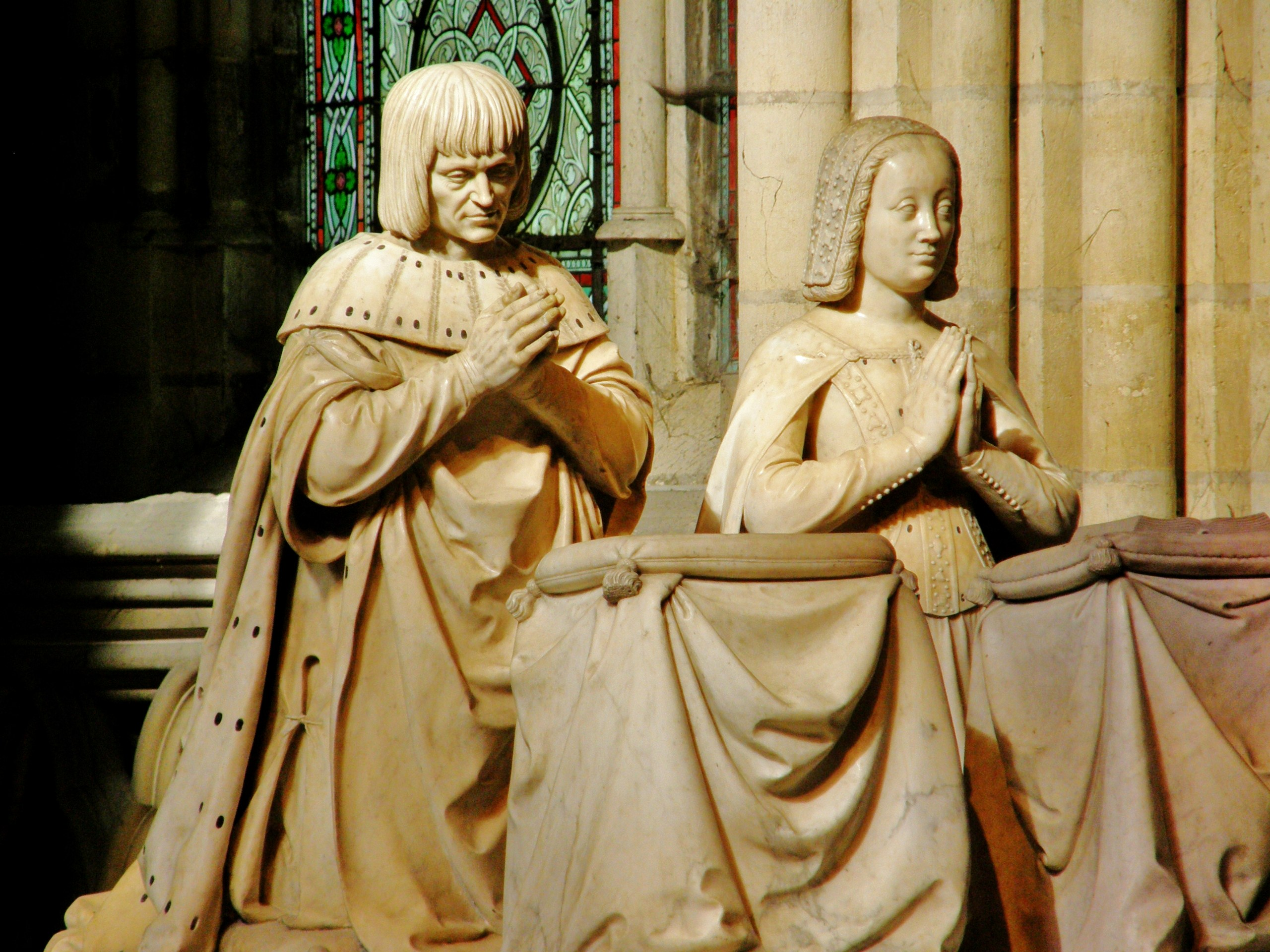
Louis XII et Anne de Bretagne en prière.
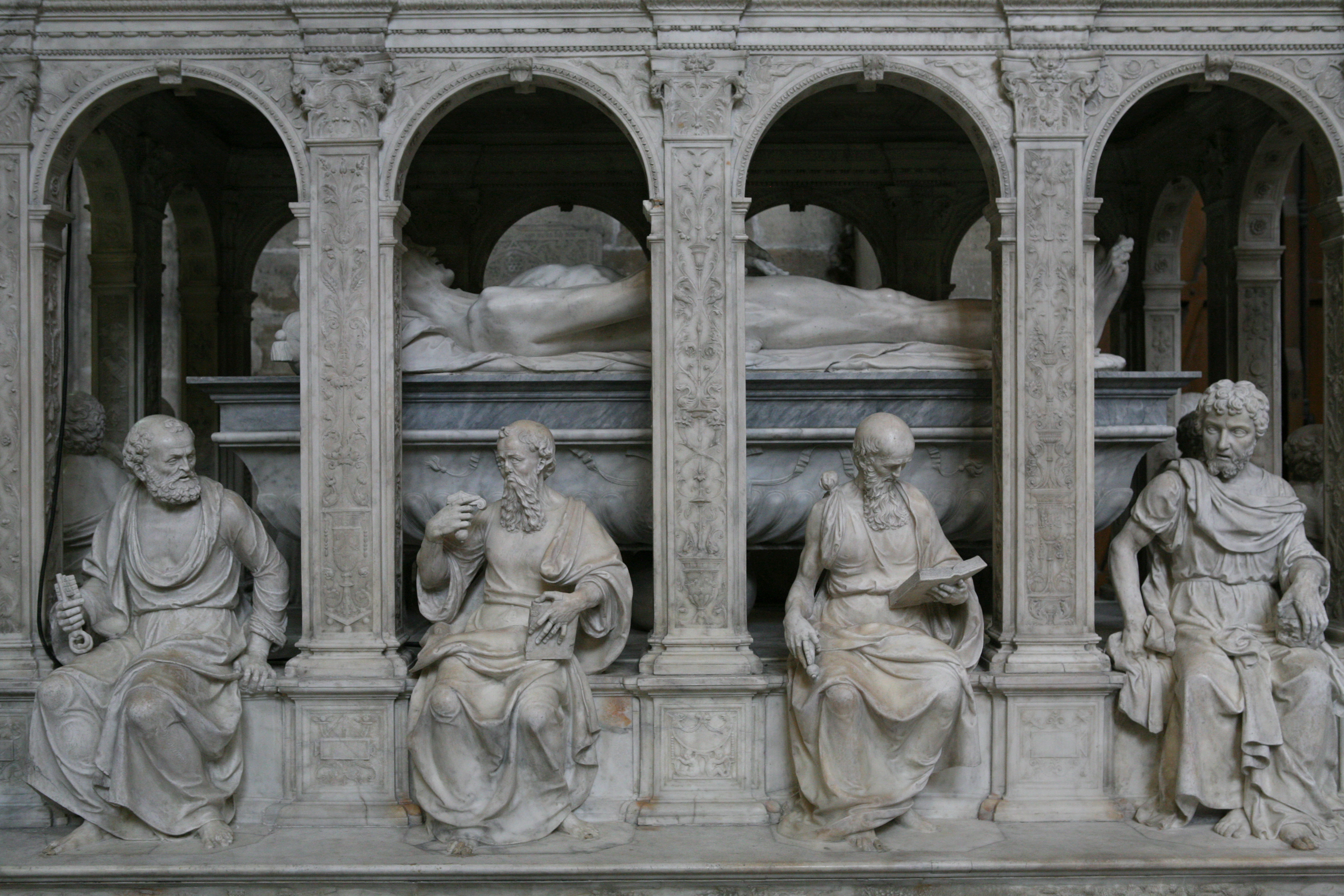
Les apôtres.
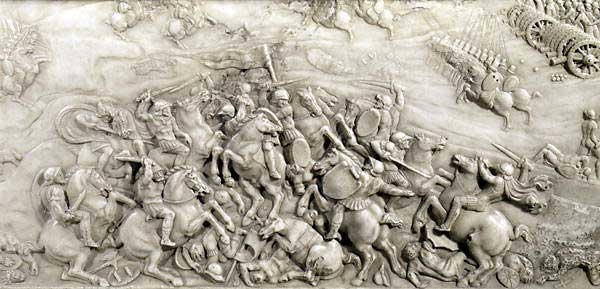
Soubassement : bataille d'Agnadel, détail.
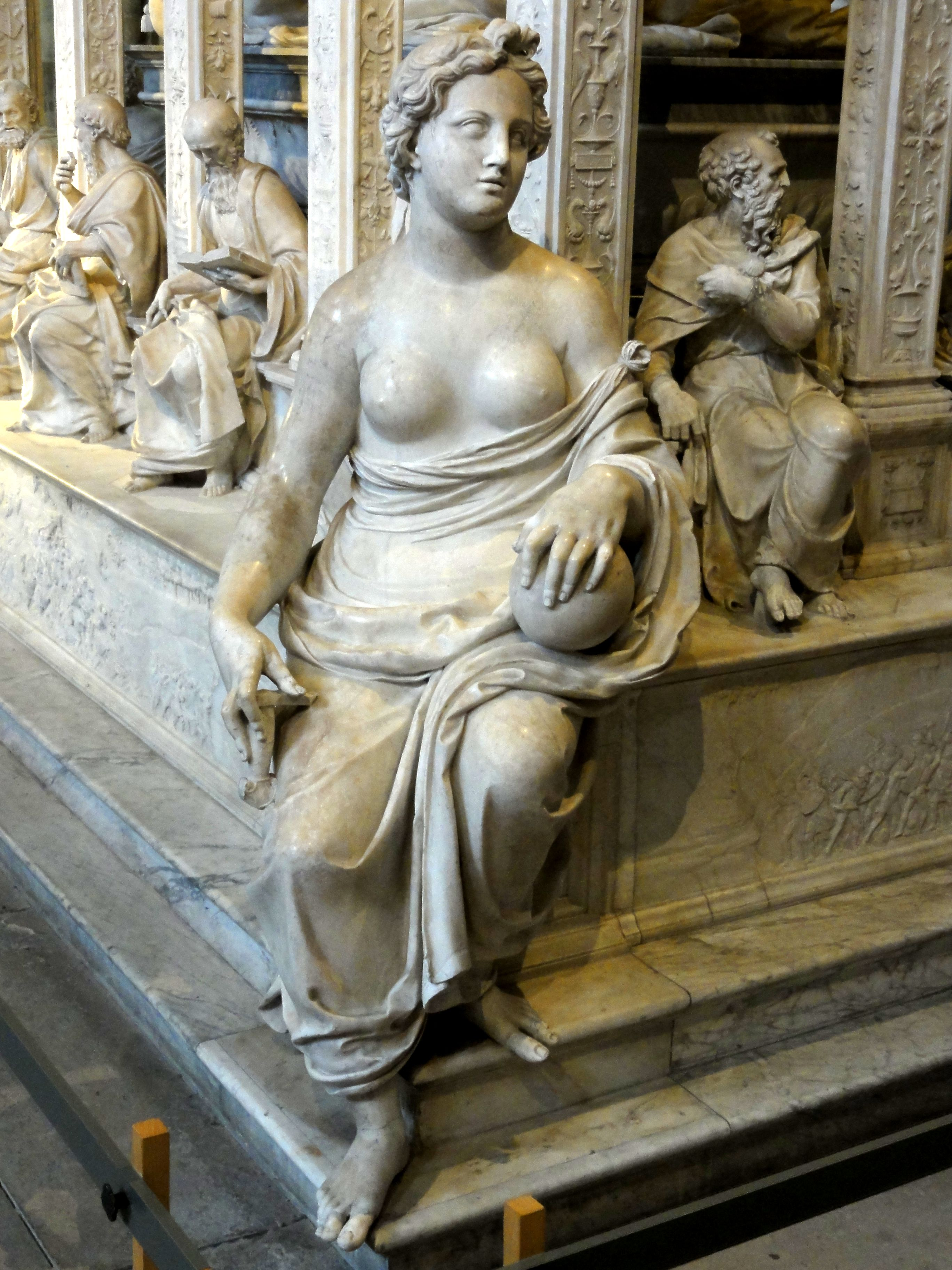
La Justice.
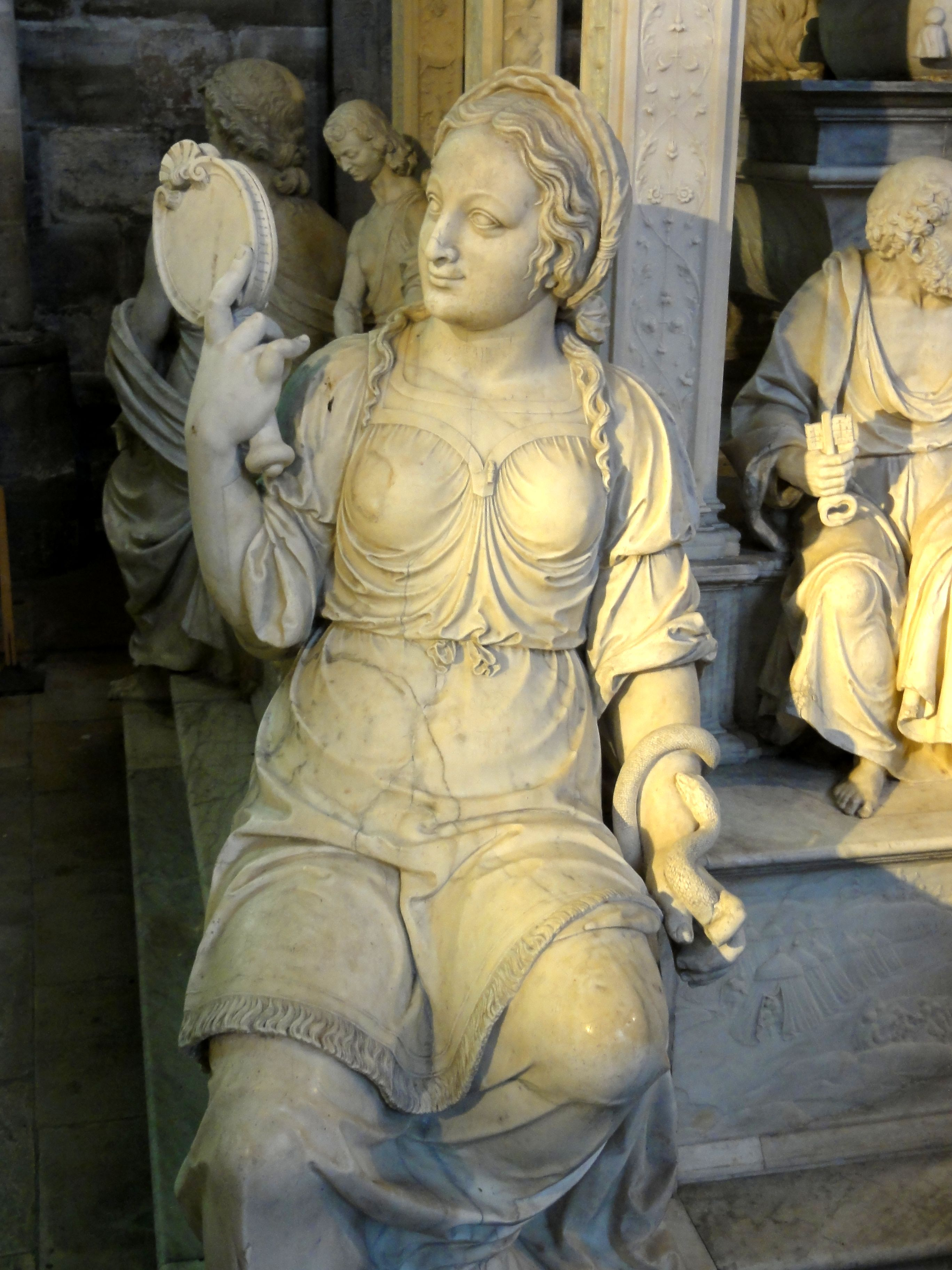
La Prudence, détail.